# Scie radiale

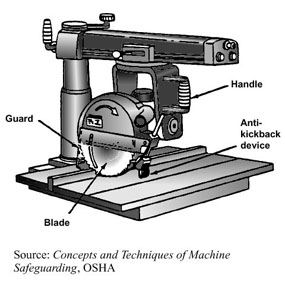
Scie radiale (schéma)

Une scie radiale est une machine-outil constituée d'une lame de scie circulaire mobile montée sur un support d'angle réglable. Elle est manipulable au moyen d'une poignée et elle permet d'effectuer des coupes transversales droites ou d'onglet. C'est l'outil qui vient à la rencontre de la pièce usinée.

## Histoire
Au contraire de plusieurs outils d'ébénisterie, l'invention de la scie radiale est clairement attribuée à Raymond De Walt (en) de la ville de Bridgeton au New Jersey. DeWalt dépose une demande de brevet en 1923, qui lui a été accordée en 1925 (US Patent 1,528,536). Lui et d'autres inventeurs ont breveté des améliorations du modèle original, mais le modèle conçu par DeWalt (vendu sous le nom Wonder Worker) a longtemps été le plus vendu aux États-Unis.

## La scie radiale aujourd'hui
L'avènement des scies à onglet coulissantes a quelque peu relégué la scie radiale à l'arrière-plan des scies couramment utilisées en ébénisterie. Les scies à onglet peuvent en effet également faire des coupes transversales qui, sans pouvoir être aussi longues que le permettent les scies radiales, seront souvent plus précises et sécuritaires. Sur le plan de la sécurité, il est par exemple préférable de pousser la lame loin de soi (scie à onglet) que de la tirer vers soi (scie radiale). Néanmoins, cet outil demeure d'une grande polyvalence, est tout à fait indiqué pour faire de longues coupes transversales et conserve une certaine base d'utilisateurs.